# Dánsko na Letních olympijských hrách 2008
Dánsko se účastnilo Letní olympiády 2008. Zastupovalo ho 84 sportovců (64 mužů a 20 žen) v 16 sportech.

## Medailisté
| Medaile | Jméno                                                                      | Sport      | Soutěž                             |
| ------- | -------------------------------------------------------------------------- | ---------- | ---------------------------------- |
| Zlato   | Mads Christian Kruse Andersen Eskild Ebbesen Thomas Ebert Morten Jørgensen | Veslování  | Muži lehká čtyřka bez kormidelníka |
| Zlato   | Martin Kirketerp Jonas Warrer                                              | Jachting   | třída 49er class                   |
| Stříbro | Casper Jørgensen Jens-Erik Madsen Michael Mørkøv Alex Nicki Rasmussen      | Cyklistika | Družstvo mužů stíhací závod        |
| Stříbro | Kim Wraae Knudsen René Holten Poulsen                                      | Kanoistika | Muži K-2 1 000 m                   |
| Bronz   | Andreas Helgstrand Nathalie Sayn-Wittgenstein-Berleburg Anne Van Olst      | Jezdectví  | Drezura – družstva                 |
| Bronz   | Lotte Friisová                                                             | Plavání    | Ženy 800 m volný styl              |
| Bronz   | Rasmus Quist Mads Rasmussen                                                | Veslování  | Muži lehká dvojka                  |